# 菅井美沙
菅井美沙（すがい みさ、1995年5月1日 - ）は、日本のグラビアアイドル。2016年のデビューから2017年までプラチナムプロダクションに所属していた。

## 来歴
2015年に開催されたファッションショーを観に行った際に、事務所の社長にスカウトされた。菅井は、当時恋人と別れたこともあり、自分を変えたいということから話を受けた。同年11月にプラチナムプロダクションに所属。
2016年4月18日に発売の『週刊プレイボーイ』2016年5月2日号の巻末グラビアでデビューした。同年10月18日に発売の『サイゾー』11月号で表紙と巻頭グラビアの掲載を果たした。
2017年1月20日に初のグラビアDVD・BD『サイエンス・ガール』が発売された。同年9月5日にプラチナムプロダクション退所を報告。
2018年にミスFLASH2018にエントリーし、セミファイナリストとして選出された。

## 人物
東京理科大学工学部経営工学科出身。この学歴から「リケジョグラドル」と称されることがある。
趣味として勉強、散歩、ストレッチ、特技として11年間続けているクラシックバレエを挙げている。
自身のチャームポイントとして「胸とウエスト」を挙げている。これについて菅井は「中学時代より胸が大きく、かつてはマラソンなどの運動をすると痛くなったりするのがコンプレックスだった。」「事務所のスタッフの方にそこを生かしていこうと言われて、自信を持てるようになった。」と語っている。
グラビアの魅力について「自分を客観的に見ることが出来る」「見た目を磨くための課題が写真や映像、さらに水着だと明瞭だから、自分を追求するという点においては一番魅力的な仕事」と語っている。

## 出演

### Web
- 好きな人がいること〜サマサマキュンキュン大作戦〜（2016年7月20日、フジテレビオンデマンド）[11]

## 作品
| 発売日        | タイトル           | 規格    | 規格品番   | 発売元                   |
| ------------- | ------------------ | ------- | ---------- | ------------------------ |
| 2017年1月20日 | サイエンス・ガール | DVD     | TSDS-42206 | 竹書房                   |
| 2017年1月20日 | サイエンス・ガール | Blu-ray | TSBS-81063 | 竹書房                   |
| 2017年7月21日 | ちゅらみさ         | DVD     | ENFD-5798  | イーネット・フロンティア |